# Piazzogna
Piazzogna är en ort vid sjön Lago Maggiore i kommunen Gambarogno i kantonen Ticino, Schweiz. 
Piazzogna var tidigare en egen kommun, men den 25 april 2010 bildades den nya kommunen Gambarogno genom en sammanslagning av Piazzogna och åtta andra kommuner. 